# マイク・バンクス

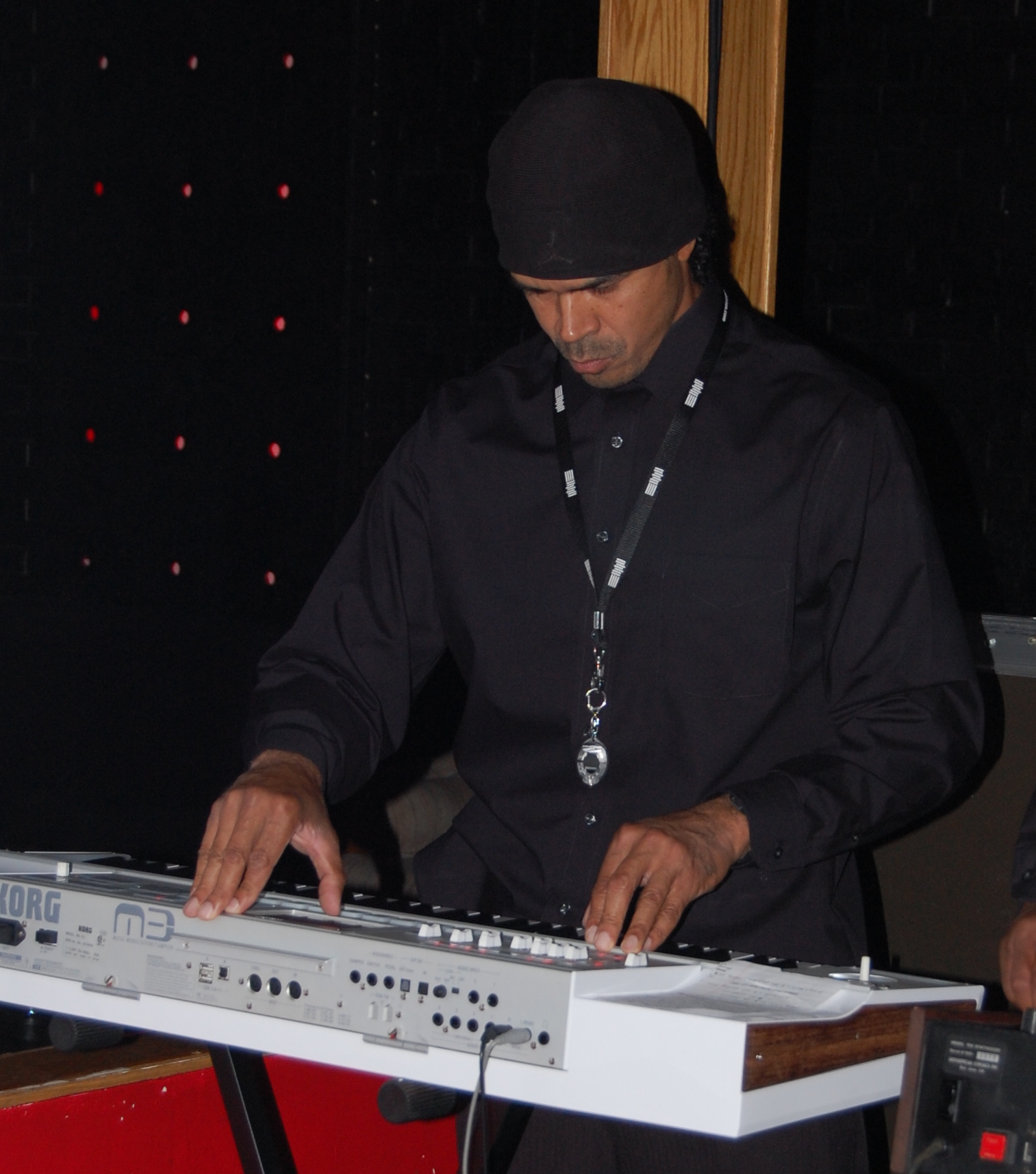
マイク・バンクス

マイク・バンクス(Mike Banks)は、アメリカのミュージシャン、DJ。主にデトロイト・テクノに分類される楽曲をリリースしている。複数のアーティスト名義を使い分けているが、その中でもマッド・マイク(Mad Mike)名義での活動で最も知られる。
元々はベースプレーヤーであったが、クラフトワークなどのヨーロッパのテクノや、ホアン・アトキンスらがリリースした初期デトロイト・テクノに影響されてテクノミュージックの分野に入り込むようになった。1990年に、ジェフ・ミルズ、後に加わったロバート・フッドらと共にアンダーグラウンド・レジスタンスを結成ならびにレーベルを立ち上げた。アンダーグラウンド・レジスタンスの人気により、一躍シーンの中心アーティストとなった。
アンダーグラウンド・レジスタンスでの活動とは別に、Red Planetレーベルを立ち上げた。レーベル名は火星を意味し、そこからバンクスが作品をリリースする際には火星人を意味するMartian（マーティシャン）名義でリリースをしている。また他にもはSubmergeレーベルも運営している。